# ノダキ
株式会社ノダキは、愛知県名古屋市西区に本社を置く切削工具・産業用機器などの専門商社である。

## 概要
ものづくりの地、愛知県に拠点を置く機械工具専門商社の一つ。

## 事務所所在地
- 本社：愛知県名古屋市西区名駅3丁目10-26
- 東京営業所：東京都台東区元浅草2丁目7-5 モダンビルディング5F
- 浜松営業所：静岡県浜松市細嶋町6-8 北川原ロビストA
- 刈谷営業所：愛知県刈谷市東刈谷町3丁目2-6
- 三重営業所：三重県いなべ市大安町大井田2328-10
- イゲタロイセンター：愛知県名古屋市中川区露橋2丁目22-4
- 愛知北営業所：愛知県犬山市字藪畔46-1

## 沿革
- 1907年（昭和40年） - 伝動装置用卸売商「野田貴商店」として創業。創業者野田貴一郎。
- 1923年（大正12年） - 合名会社に組織変更。旭精工中部総代理店となる。
- 1935年（昭和10年） - 株式会社に組織変更。
- 1940年（昭和15年） - 野田銀治郎社長就任。住友電工と特約契約で粉末合金製品、特殊線の販売開始。
- 1954年（昭和29年） - 名古屋市経済局の商業診断受診。経営指導を受ける。
- 1955年（昭和30年） - 大阪ダイヤモンド工業と特約契約。ダイヤモンド工具の販売開始。
- 1960年（昭和35年） - 優良受診企業として通産省中小企業庁官賞を受ける。
- 1963年（昭和38年） - シーリング工事事業部発足。
- 1964年（昭和39年） - 住友スリーエムと工業用接着剤の代理店契約。
- 1966年（昭和41年） - 住友スリーエムと研磨材の代理店契約。
- 1970年（昭和45年） - 社名・社章を変更。株式会社ノダキとなる。
- 1971年（昭和46年） - 野田貴太郎社長就任。
- 1978年（昭和53年） - 刈谷営業所を開設。
- 1979年（昭和54年） - 東京営業所を開設。
- 1982年（昭和57年） - 本社社屋改築竣工。
- 1982年（昭和57年） - 株式会社ノダキ興産設立。初代社長に野田京二郎就任。
- 1984年（昭和59年） - 浜松市に駐在事務所開設。
- 1995年（昭和60年） - 浜松営業所を開設。（駐在事務所から昇格）
- 1995年（昭和60年） - 光通信LANシステム事業部発足。
- 1987年（昭和62年） - 三重営業所を開設。
- 1988年（昭和63年） - 野田京二郎社長就任。
- 1992年（平成4年） - 刈谷営業所改築。
- 1995年（平成7年） - 野田京二郎会長就任。野田道典社長就任。
- 1995年（平成7年） - 株式会社ノダキシーアンドシー設立。初代社長に池洋一就任。
- 2001年（平成13年） - 株式会社ノダキ興産の社長に安井准一就任。
- 2002年（平成14年） - タイにNODAKI THAILAND CO.,LTD.を設立。
- 2006年（平成18年） - 株式会社ノダキシーアンドシー社長に野田滋男就任。
- 2006年（平成18年） - ISO14001-2004認証取得。
- 2008年（平成20年） - イゲタロイセンターを開設。
- 2008年（平成20年） - 中国に洛塔起精密工具貿易（上海）有限公司を設立。
- 2019年（令和元年） - 野田道典会長就任。野田典嗣社長就任。
- 2021年（令和3年） - 愛知北営業所を開設。
- 2023年（令和5年） - 株式会社ノダキシーアンドシー社長に野田康弘就任。